# ادوارد دی بلا
ادوارد دی بلا (انگلیسی: Edoardo Di Bella؛ زادهٔ ۴ مهٔ ۲۰۰۱) بازیکن فوتبال است.